# Ayesha Chanel
Ayesha Chanel (Palma de Mallorca, 2000), anteriormente conocida como Chanel, es una cantante de trap española.

## Biografía
De padres argelinos, creció en el barrio de El Chicle, en Jerez de la Frontera, y en Palma de Mallorca.A inicios de 2016 publicó varios sencillos que, a partir de "Rihanna", obtuvieron un éxito significativo en plataformas digitales. "Manita de Fátima" y "La corona es mía", del mismo año, se convirtieron en sus canciones más populares, y la convirtieron en una de las artistas más escuchadas de la primera etapa del trap español. Chanel ha sido considerada una de las pioneras del género en España, y una de las primeras artistas mujeres de música urbana con éxito en la década de los 2010 en España.A diferencia de otras artistas urbanas surgidas en paralelo, su música se caracterizó por ser estrictamente trap,con influencia directa de artistas del trap estadounidense.
Chanel se retiró de la vida pública desde el año 2016 a 2020, cuando volvió a lanzar música bajo el nombre de Ayesha Chanel. En ese periodo publicó tres sencillos que incorporaban elementos de reguetón, nuevo flamenco y afrobeat,así como el EP Destino 2020. 

## Discografía

### Sencillos

#### Como Chanel
- "Gasto Billetes" (2016).
- "Todo se va" (2016).
- "Rihanna" (2016).
- "Puro Diamante" (2016).
- "Manita de Fátima" (2016).
- "Sácalo" (2016).
- "Boulevard de sueños rotos" (2016).
- "La corona es mía" (2016).
- "Te invito a soñar" (2016).

#### Como Ayesha Chanel
- "Moto" (2020).
- "Vida Loca" (2020).
- "Sola" (2021).

### EP
- Destino 2020 (2020).

### Colaboraciones
- "Conoce al diablo" (con IKKI) (2016).[17]
- "No sabéis nada" (con Khaled) (2016).[18]
- "Vamos" con Niro (2016).[19]